# Rezervația naturală Pădurea Băxani
Pădurea Băxani este o rezervație naturală silvică în raioanele Drochia și Soroca, Republica Moldova, între satele Popești și Băxani. Are o suprafață de 45 ha. Obiectul este administrat de Gospodăria Silvică de Stat Soroca.